# Olympia Mladá Boleslav
Olympia je obchodní centrum v Mladé Boleslavi, ve kterém se nachází více než 60 prodejních jednotek z toho nejvíce je s oblečením. Majitelem budovy je CPI Shopping MB, a.s. Centrum se nachází vedle dálnice D10.

Součástí budovy je albert hypermarket, který vlastní firma Ahold, Datart (elektro), KANZELSBERGER (knihy), CCC (obuv), Takko (móda), Bambule (hračky), DM drogerie DM, Orion (domácnost), lékárna Dr. Max, Orsay (móda), S. Oliver (móda), Lindex (móda), Humanic, Joleo (klenoty), Nanu Nana (dárky), Feratt (obleky) a další

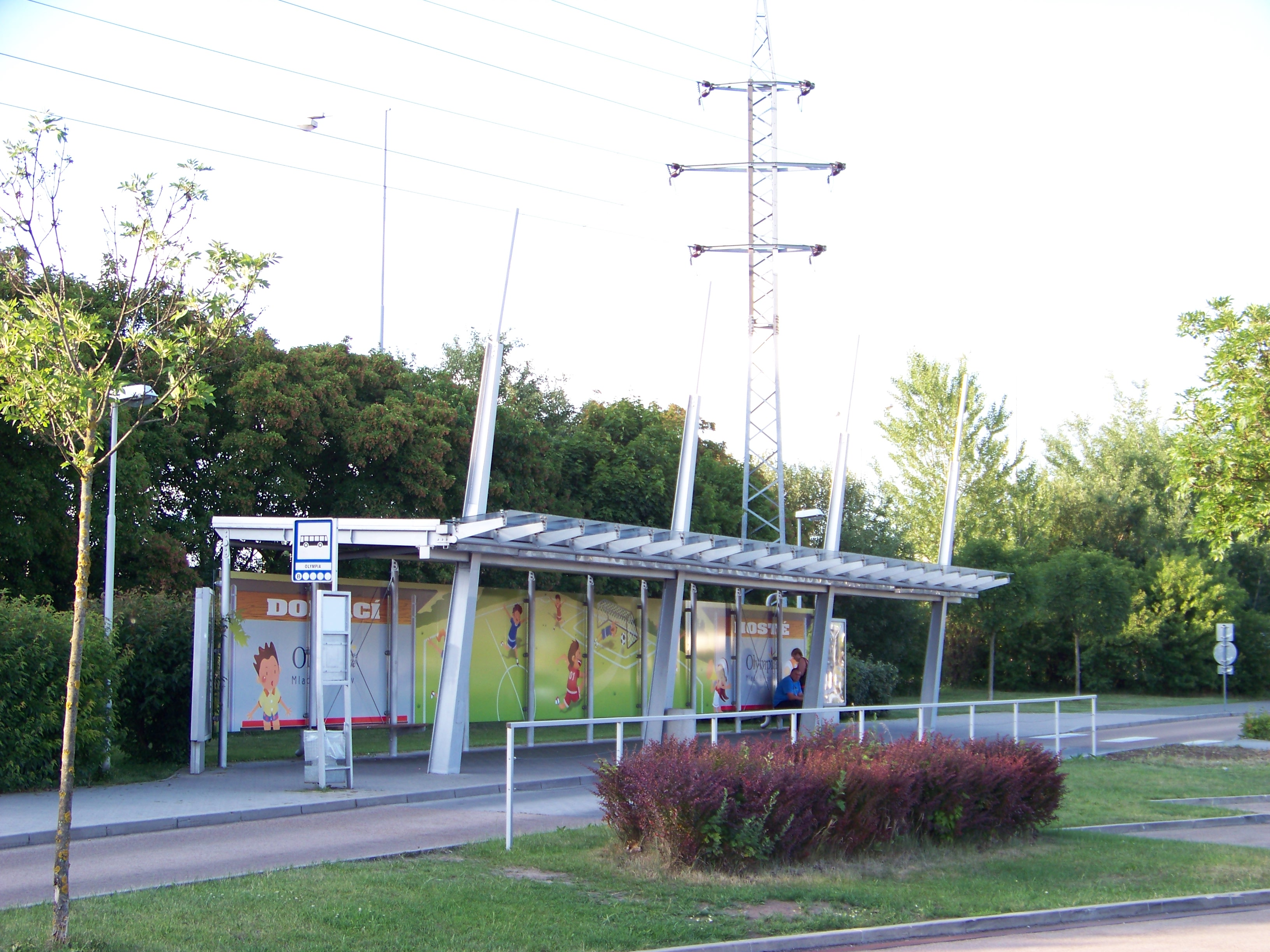
autobusová zastávka u centra
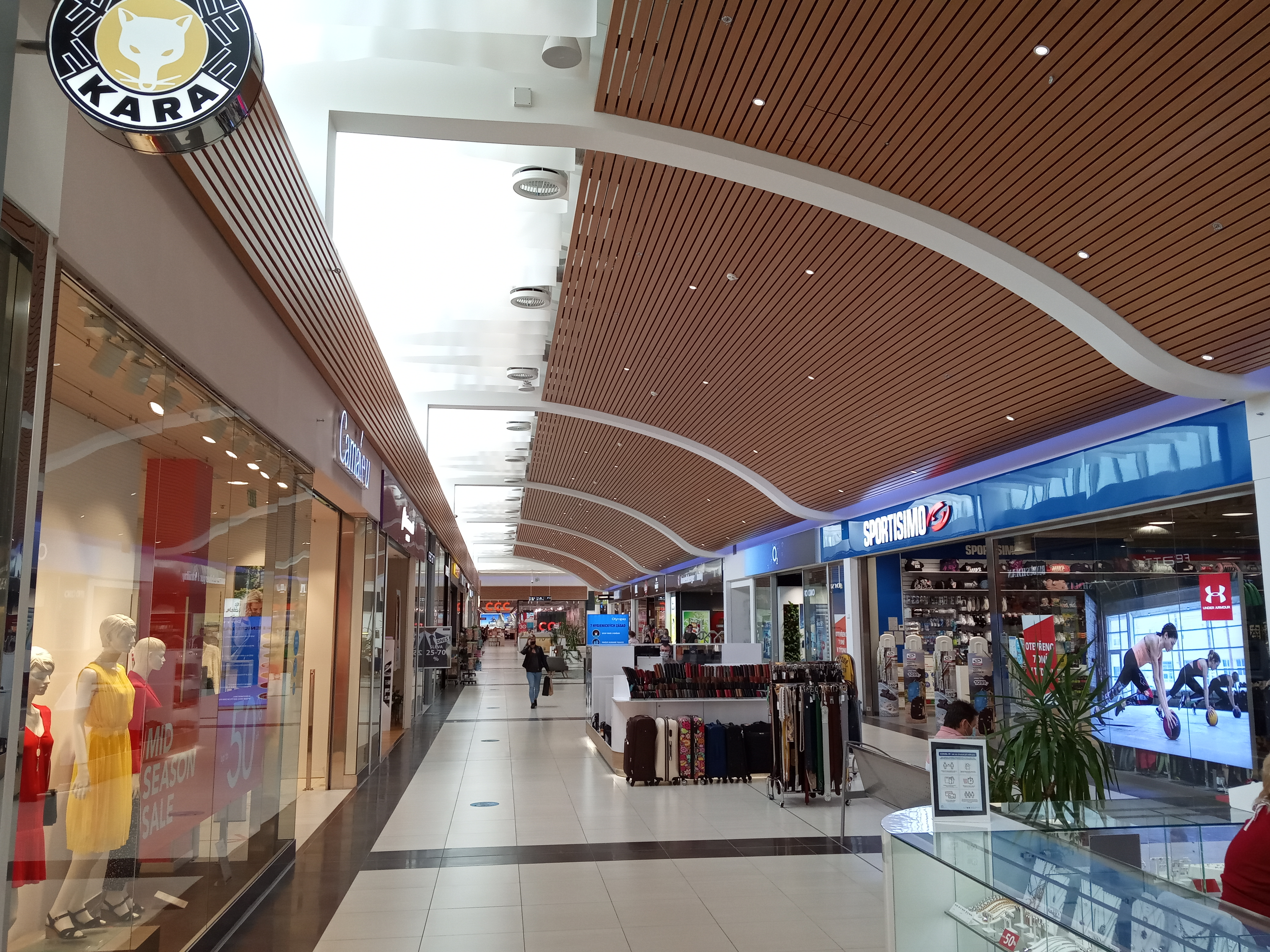
vevnitř